# Djúpivogur
Djúpivogur è un comune islandese di 447 abitanti della regione dell'Austurland.